# Pycnothele auronitens
Pycnothele auronitens är en spindelart som först beskrevs av Eugen von Keyserling 1891.  Pycnothele auronitens ingår i släktet Pycnothele och familjen Nemesiidae. Inga underarter finns listade i Catalogue of Life.